# Naravoslovna učna pot ob Rakah
Naravoslovna učna pot ob Rakah se nahaja v Krajinskem parku Zgornja Idrijca južno od mesta Idrija in poteka večji del ob kanalu Rake. Kanal Rake še danes služit za dotok pogonske vode v HE Mesto.
Pot se začne skoraj v Idriji ali natančneje nad Scopolijevim botaničnim vrtom in rudniško kovačijo, kjer se dviguje stolp Jožefovega jaška, ki je povezoval globine rudnika. Tukaj so razstavljeni izsipniki in restavrirane lokomotive, ki so služile za prevoz rude od jaška do prebiralnice. Vodni tok v rakah je poganjal rudniške naprave in »kamšti«, ki so črpale jamsko vodo in dvigovale rudo iz jame.
Botanični vrt je bil ustanovljen v čast prvim idrijskim zdravnikom, botanikom, raziskovalcem in farmacevtom, ki so od 18. stoletja dalje prihajali v Idrijo in širili znanje v svet. Najbolj znan rudniški zdravnik  je bil Scopoli, domačin Franc Hladnik, ustanovitelj Botaničnega vrta v Ljubljani in kirurg Balthasar Hacquet. V vrtu cvetijo in zelenijo rastlinske vrste, ki so poimenovane po njih.
Kamšt ali črpalka na vodni pogon (nem. Wasserkunst) je iz še časov, ko je bil rudnik Idrija ob koncu 18. stoletja v velikem vzponu, in ko so pričeli izkopavati Jožefov jašek. Kamšt je bil postavljen leta 1790 in je delovala do leta 1948. Leseno pogonslo kolo je vgrajeno v zidani stavbi na zgornjo vodo in na korce s premerom 13,6 m, kar naj bi bilo največje tako kolo v Evropi. Kolo se je zavrtelo 4-5 krat v minuti, zmogljivost črpalk je bila okrog 300 litrov jamske vode v minuti iz globine 283 m pod površjem.
Ob nakladalni postaji žičnice Jožefovega jaška so razstavljene štiri lokomotive in pet vozičkov za transport rude. Okrog leta 1850 so zgradili železnico na konjsko vleko za transport rude od jaškov do žgalnice. Kasneje, ko se je pojavila elektrika so leta 1902 nabavili dve električni lokomotivi tovarne Siemens&Halske iz Dunaja za transport rude od Jožefovega jaška do Bašerije (klasirnica in drobilnica rude).
Ob učni poti je mogoče videti zanimive geološke formacije ter pestro rastlinstvo. Drevored hrasta doba (Quercus robur) je bil zasajen ob izgradnji kanala leta 1601. Glede na letni čas ob poti rastejo: navadni mali zvonček (Galanthus nivalis), navadni jetrnik (Hepatica nobilis), telohi (Helleborus niger), trobentica (Primula vulgaris), navadni pljučnik (Pulmonaria officinalis), podlesna vetrnica (Anemone nemorosa), navadno tevje (Hacquetia epipactis), kranjska bunika  (Scopolia carniolica), čemaž (Allium ursinum), velecvetna mrtva kopriva (Lamium orvala), mnogocvetni salomonov pečat (Polygonatum multiflorum), volčja jagoda (Paris quadrifolia) in druge. Pod Bernikovim plazom in ob Felčevi hiši uspeva visoki jeglič (Primula elatior). 
V Podroteji pri mlinu je viden eden najmočnejših izvirov, ki ob visoki vodi bruha iz več virov. Pot dalje vodi do jeza pri Kobili, kjer se rake tudi začnejo in naprej do Divjega jezera.
Nad jezom pri Kobili je voda na stiku zgornjekrednega in eocenskega apnenca izdolbla kraški bruhalnik – jamo »Nad Kobilo«.
Divje jezero je kraški izvir na desnem bregu zgornjega toka reke Idrijce, pod Črnovrško planoto, na začetku soteske Strug, ki tvori tektonsko okno. Voda se iz kraškega podzemlja dviga po poševnem kraškem kanalu in polni jezersko kotanjo pod visokimi prepadnimi stenami. Iz nje izteka najkrajša slovenka reka Jezernica, dolga le 55 m. V sifonu Divjega jezera so potapljači našli jamsko kozico (Troglocaris anophthalmus), jamskega ježka (Monolistra racovitzai), slepo jamsko postranico in človeško ribico. Na tem območju raste več kot 150 vrst različnih rastlin. Med njimi so: endemit kranjski jeglič (Primula carniolica), rumeno milje (Paederota lutea), dvocvetna vijolica (Viola biflora) in alpska mastnica (Pinguicula alpina) pa tudi dlakavi sleč (Rhododendron hirsutum), marjetičasta nebina (Aster bellidiastrum) in druge alpske rastline.
- Kranjski volčič ali bunika (Scopolia carniolica)
- Kranjski jeglič (Primula carniolica)
- Salomonov pečatnik (Polygonatum multiflorum)
- Jetrnik (Hepatica nobilis)